# Hingoli
Hingoli là một thành phố và là nơi đặt hội đồng đô thị (municipal council) của quận Hingoli thuộc bang Maharashtra, Ấn Độ.

## Địa lý
Hingoli có vị trí 19°43′B 77°09′Đ / 19,72°B 77,15°Đ Nó có độ cao trung bình là 457 mét (1499 feet).

## Nhân khẩu
Theo điều tra dân số năm 2001 của Ấn Độ, Hingoli có dân số 69.552 người. Phái nam chiếm 51% tổng số dân và phái nữ chiếm 49%. Hingoli có tỷ lệ 67% biết đọc biết viết, cao hơn tỷ lệ trung bình toàn quốc là 59,5%: tỷ lệ cho phái nam là 74%, và tỷ lệ cho phái nữ là 60%. Tại Hingoli, 15% dân số nhỏ hơn 6 tuổi.